# Antonio Cocchi Donati

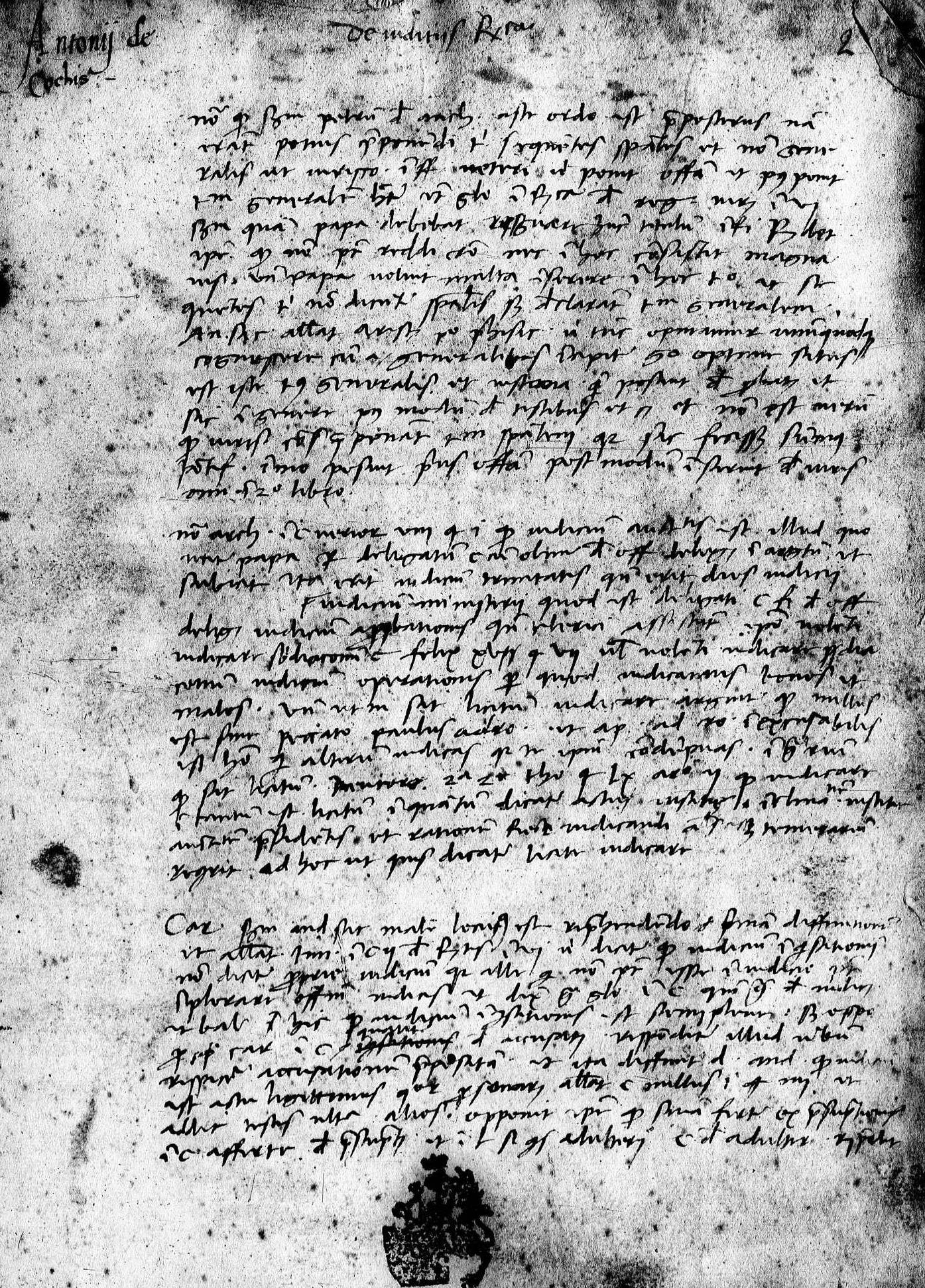
Repetitiones, manoscritto, XV secolo. Perugia, Biblioteca Comunale Augusta, Fondo manoscritti, ms. E 61.

Antonio Cocchi Donati, latinizzato come Antonius de Cocchis (Firenze, 17 novembre 1450 – Firenze, 13 settembre 1491), è stato un giurista italiano.

## Biografia
Nato a Firenze da Donato e da Costanza di Piero di Luigi Guicciardini, non possediamo notizie certe circa il suo percorso di studi ad eccezione del documento di dottorato in cui vengono riportate le città universitarie frequentate, Siena e Perugia, per poi laurearsi il 22 ottobre del 1473 a Pisa davanti alla presenza di due illustri giuristi fiorentini, Antonio di Pietro de' Pazzi e Puccio di Antonio de' Pucci. Poco tempo dopo, iniziò la carriera di professore straordinario di diritto canonico con un salario di 80 fiorini, ne seguì poi una brillante carriera universitaria che lo porterà ad essere riconosciuto come uno dei principali giureconsulti del tempo, insieme quindi a Felino Sandeo, Filippo Decio e Bartolomeo Socino.
Nel 1475 diventa ordinario di diritto canonico, mentre l'anno successivo, in seguito alla sua iscrizione all'arte dei giudici e notai, iniziò l'attività di vicario di Francesco Salviati, arcivescovo di Pisa. Quest'ultimo durante la congiura dei Pazzi del 1478 perse la vita tentando di vendicarsi della mancata assegnazione dell'arcivescovato fiorentino, che era stata concessa a Rinaldo Orsini. Con la morte di Salviati, l'università di diritto pontificio di Firenze-Pisa, necessitava di eleggere un nuovo cancelliere, per tal motivo i canonici della Chiesa pisana elessero il Cocchi vicario e vice cancelliere dello Studio. L'incarico, di breve durata, fu interrotto da un canonico fiorentino e pisano, messer Ludovico Martelli, il quale godeva di molti consensi nel capitolino e ambiva alla suddetta carica. Vane furono le richieste del Cocchi inviate a Lorenzo de' Medici affinché potesse appoggiare la sua carica. Tale vicenda non comportò ripercussioni sulla carriera nella vita pubblica di Antonio Cocchi Donati: ne testimonia infatti la sua carica di giudice "pro tribunali sedens", dal 31 marzo 1476 al 29 aprile 1478, e una lettera "idibus Ianuariis 1478", che testimonia i rapporti e la stima di Marsilio Ficino.
In seguito, nel 1484 ma anche nel 1488 e 1489, fu in concorrenza con l'autorevole Filippo Decio, anche se il Cocchi godeva di una certa fama fra gli studenti e gli organi di governo dello Studio, tra questi Angelo Poliziano e il futuro papa Leone X, Giovanni de' Medici. Il Poliziano, che vantava la protezione del Magnifico, dal 1480 ricopriva la cattedra di eloquenza latina e greca dello Studio per poi ottenere la laurea in diritto canonico presentato dal Cocchi e da Francesco Pepi mentre Giovanni de' Medici, secondogenito di Lorenzo, frequentò le lezioni nel 1489-1490.
Il lavoro prestigioso del Cocchi lo portò ad essere sostenuto da numerosi gruppi di studenti a ricoprire il ruolo della lettura mattutina di diritto canonico dopo l'abbandono dello Studio di Felino Sandei, il quale era stato nominato a Roma uditore della Sacra Rota. Concorreva per la medesima posizione Giovanni Cerretani (1486-87), poi ancora una volta con Filippo Decio (1488-89) e infine nel 1490, con Bono de' Bonis.
Poco conosciuta è la sua produzione scientifica, ad oggi sono certi alcuni consigli legali nei codici Magliab. XIX, 188 e 202 della Biblioteca nazionale di Firenze e nei mss. 701 e 704 della Biblioteca universitaria di Pisa (codd. Roncioni 22 e 25, inventariati con i nn. 691 e 694 in G. Mazzatinti, Inventari..., XXIV) e alcune repetitiones nel ms. E 61 della Biblioteca comunale di Perugia.
Della sua vita familiare le notizie a noi pervenute riguardano il fratello Niccolò (camarlingo generale di Arezzo nel periodo dicembre 1470 - giugno 1471, priore nel settembre-ottobre 1477, squittinatore nel 1480, dei Sedici gonfalonieri di Compagnia nel 1485 e 1490, dei Dodici buonomini nel 1489 e 1494, vicario di Firenzuola per il periodo agosto-febbraio 1487 e, infine, gonfaloniere di Giustizia nel gennaio-febbraio 1492) e Giovanni (il quale oltre agli impegni pubblici e amministrativi si occupò di studia humanitatis sotto la guida di Marsilio Ficino). Mentre nella sua vita coniugale vi furono due matrimoni, il primo con una sconosciuta Agnoletta e poi con Filippa detta Pippa figlia di Adovardo Rucellai.
Dopo una breve malattia, morì a Firenze il 13 settembre del 1491.

## Opere

### Manoscritti
- Repetitiones, XV secolo, Perugia, Biblioteca Comunale Augusta, Fondo manoscritti, ms. E 61.